# Georg Stüben
Georg Stüben (* 1961) ist ein deutscher Mediziner, Direktor der Klinik für Strahlentherapie und Radioonkologie am Universitätsklinikum Augsburg sowie zugleich Ordinarius für Strahlentherapie an der Universität Augsburg.

## Leben
Stüben studierte von 1982 bis 1988 Humanmedizin an den Universitäten in Düsseldorf und Essen. Nach Promotion und Approbation als Arzt 1988 war er zunächst als Stipendiat der EORTC und später der DFG in der Abteilung für experimentelle Strahlentherapie des Universitätsklinikums im belgischen Löwen wissenschaftlich tätig. Ab 1990 arbeitete er als Assistenzarzt in der Klinik für Strahlentherapie am Universitätsklinikum Essen. Nach der Anerkennung als Facharzt für Strahlentherapie war er dort ab 1996 als Oberarzt beschäftigt. Im Jahr 1999 erfolgte die Habilitation. Ab 2000 fungierte er als stellvertretender Direktor der Essener Strahlenklinik. Seit August 2003 war er zudem auch im Institut für Strahlentherapie und Nuklearmedizin des Evangelischen Krankenhauses Mülheim tätig. Im November 2004 wechselte Stüben schließlich an das Klinikum bzw. Universitätsklinikum Augsburg als Direktor der Klinik für Strahlentherapie und Radioonkologie.
Im Jahr 2022 wurde er auf den neu geschaffenen Lehrstuhl für Strahlentherapie der Medizinischen Fakultät der Universität Augsburg berufen.

## Forschung
Stübens Schwerpunkte liegen in der Fortentwicklung der Brachytherapie und intraoperativen Radiotherapie (IORT), der Hochpräzisionsbestrahlung, der multimodalen Behandlung von soliden Tumoren sowie der Anwendung neuartiger bildgebender Verfahren zur Planung der Radiotherapie.

## Auszeichnungen
- Varian Clinical Research Award der European Society for Therapeutic Radiology and Oncology (1990)
- Paul-Krause-Preis der Rheinisch-Westfälischen Röntgengesellschaft (1991)

## Mitgliedschaften
- Deutsche Gesellschaft für Radioonkologie (DEGRO)
- Deutsche Krebsgesellschaft (DKG)
- Deutsche Röntgengesellschaft (DRG)
- European Association for Cancer Research (EACR)
- Neuroonkologische Arbeitsgemeinschaft der DKG
- Rheinisch-Westfälische Röntgengesellschaft (RWRG)
- Verbund der Bayerischen Strahlentherapeuten und Radioonkologen

## Publikationen (Auswahl)
- G. Stüben, M. Bamberg, W. Budach, M. Stuschke, N. Niederle: Tumor necrosis factor - a new therapeutic approach. Preclinical studies in nude mice. In: Strahlenther Onkol. Band 165, Nr. 7, Jul 1989, S. 554–556. PMID 2546272.
- G. Stüben, W. Landuyt, E. van der Schueren, A. J. van der Kogel, A. Reijnders: Estimation of repair parameters in mouse lip mucosa during continuous and fractionated low dose-rate irradiation. In: Radiother Oncol. Band 20, Nr. 1, Jan 1991, S. 38–45. doi:10.1016/0167-8140(91)90110-3. PMID 2020754.
- G. Stüben, W. Landuyt, E. van der Schueren, A. J. van der Kogel: Different immobilization procedures during irradiation influence the estimation of alpha/beta ratios in mouse lip mucosa. In: Strahlenther Onkol. Band 169, Nr. 11, Nov 1993, S. 678–683. PMID 8248845.
- G. Stüben, W. Budach, K. H. Schick, M. Stuschke, N. Stapper, S. Müller, H. J. Feldmann: A time-saving system for irradiations of experimental tumors. In: Strahlenther Onkol. Band 170, Nr. 1, Jan 1994, S. 36–41. PMID 8303576.
- G. Stüben, A. J. van der Kogel, E. van der Schueren: Biological equivalance of low dose rate to multifractionated high dose rate irradiations: investigations in mouse lip mucosa. In: Radiother Oncol. Band 42, Nr. 2, Feb 1997, S. 189–196. doi:10.1016/s0167-8140(96)01869-5. PMID 9106929.
- G. Stüben, M. Stuschke, K. Knühmann, C. Pöttgen, H. Sack: Experimental studies on the possible influence of invasive oxygen measurements on tumour radiosensitivity. In: Acta Oncol. Band 37, Nr. 4, 1998, S. 369–373. doi:10.1080/028418698430593. PMID 9743459.
- G. Stüben, C. Pöttgen, K. Knühmann, K. Schmidt, M. Stuschke, O. Thews, P. Vaupel: Erythropoietin restores the anemia-induced reduction in radiosensitivity of experimental human tumors in nude mice. In: Int J Radiat Oncol Biol Phys. Band 55, Nr. 5, 1. Apr 2003, S. 1358–1362. doi:10.1016/s0360-3016(03)00012-9. PMID 12654448.
- C. Pöttgen, G. Hilken, U. Vanhoefer, M. Stuschke, G. Stüben: Morphological and functional evaluation of angiogenesis of a xenografted human sarcoma in nude mice. In: Lab Anim. Band 41, Nr. 2, Apr 2007, S. 239–246. doi:10.1258/002367707780378069. PMID 17430623.
- P. Mayr, B. Martin, V. Fries, R. Claus, M. Anthuber, H. Messmann, G. Schenkirsch, V. Blodow, K. H. Kahl, G. Stüben: Neoadjuvant and Definitive Radiochemotherapeutic Approaches in Esophageal Cancer: A Retrospective Evaluation of 122 Cases in Daily Clinical Routine. In: Oncol Res Treat. Band 43, Nr. 7-8, 2020, S. 372–379. doi:10.1159/000507737. Epub 2020 Jun 2. PMID 32485721.
- K. H. Kahl, N. Balagiannis, M. Höck, S. Schill, Z. Roushan, E. Shiban, H. Müller, U. Grossert, I. Konietzko, B. Sommer, C. J. Maurer, A. Berlis, V. Heidecke, T. Janzen, G. Stüben: Intraoperative radiotherapy with low-energy x-rays after neurosurgical resection of brain metastases - an Augsburg University Medical Center experience. In: Strahlenther Onkol. Band 197, Nr. 12, Dec 2021, S. 1124–1130. doi:10.1007/s00066-021-01831-z. Epub 2021 Aug 20. PMID 34415358; PMC 8604815 (freier Volltext).